# ウペルナビク・クヤレック
ウペルナビク・クヤレック（グリーンランド語: Upernavik Kujalleq、旧名：デンマーク語: Søndre Upernavik）は、グリーンランドのアヴァンナータ自治体にある町。2024年時点の人口は197人。